# Alphidia ifanidianae
Alphidia ifanidianae es un coleóptero de la familia Chrysomelidae.
Fue descrita científicamente por primera vez en 1948 por Bechyne.